# Mumbo Jumbo
Mumbo Jumbo im Flamingo Land (Malton, North Yorkshire, UK) ist eine Stahlachterbahn vom Modell El Loco des Herstellers S&S – Sansei Technologies, die am 4. Juli 2009 eröffnet wurde.
Sie ist die zweite Auslieferung des Modells vom Hersteller. Mit einem Gefälle von 112° war sie kurzzeitig die steilste Achterbahn weltweit und löst somit Steel Hawg in Indiana Beach ab, welche 111° steil ist.
Der Bau dauerte nur fünf Wochen. Die Kosten für die 30 m hohe Strecke beliefen sich auf rund 4 Mio. Pfund Sterling. Die einzelnen Wagen bestehen aus zwei Sitzreihen mit Platz für jeweils zwei Personen. Als Rückhaltesystem kommen Schoßbügel sowie Schulterhalter zum Einsatz.